# Lijst van voetbalinterlands Oezbekistan - Qatar
Deze lijst van voetbalinterlands is een overzicht van alle officiële voetbalwedstrijden tussen de nationale teams van Oezbekistan en Qatar. De landen speelden tot op heden zeventien keer tegen elkaar. De eerste ontmoeting, een groepswedstrijd tijdens de Azië Cup 2000, werd gespeeld in Sidon (Libanon) op 14 oktober 2000. Het laatste duel, een kwalificatiewedstrijd voor het Wereldkampioenschap voetbal 2026, vond plaats op 10 juni 2025 in Tasjkent.

## Wedstrijden
| №  | Plaats   | Datum             | Competitie                 | Wedstrijd           | Uitslag |
| -- | -------- | ----------------- | -------------------------- | ------------------- | ------- |
| 1  | Sidon    | 14 oktober 2000   | Azië Cup 2000              | Qatar – Oezbekistan | 1 – 1   |
| 2  | Tasjkent | 26 augustus 2001  | WK 2002 kwalificatie       | Oezbekistan – Qatar | 2 – 1   |
| 3  | Doha     | 28 september 2001 | WK 2002 kwalificatie       | Qatar – Oezbekistan | 2 – 2   |
| 4  | Doha     | 1 maart 2006      | Azië Cup 2007 kwalificatie | Qatar – Oezbekistan | 2 – 1   |
| 5  | Tasjkent | 15 november 2006  | Azië Cup 2007 kwalificatie | Oezbekistan – Qatar | 2 – 0   |
| 6  | Doha     | 6 september 2008  | WK 2010 kwalificatie       | Qatar – Oezbekistan | 3 – 0   |
| 7  | Tasjkent | 28 maart 2009     | WK 2010 kwalificatie       | Oezbekistan – Qatar | 4 – 0   |
| 8  | Doha     | 7 januari 2011    | Azië Cup 2011              | Qatar − Oezbekistan | 0 − 2   |
| 9  | Doha     | 16 oktober 2012   | WK 2014 kwalificatie       | Qatar − Oezbekistan | 0 − 1   |
| 10 | Tasjkent | 18 juni 2013      | WK 2014 kwalificatie       | Oezbekistan − Qatar | 5 − 1   |
| 11 | Doha     | 6 oktober 2014    | Vriendschappelijk          | Qatar − Oezbekistan | 3 − 0   |
| 12 | Doha     | 6 september 2016  | WK 2018 kwalificatie       | Qatar − Oezbekistan | 0 − 1   |
| 13 | Tasjkent | 28 maart 2017     | WK 2018 kwalificatie       | Oezbekistan − Qatar | 1 − 0   |
| 14 | Tasjkent | 16 oktober 2018   | Vriendschappelijk          | Oezbekistan − Qatar | 2 − 0   |
| 15 | Al Khawr | 3 februari 2024   | Azië Cup 2023              | Qatar − Oezbekistan | 1 − 1   |
| 16 | Doha     | 14 november 2024  | WK 2026 kwalificatie       | Qatar − Oezbekistan | 3 − 2   |
| 17 | Tasjkent | 10 juni 2025      | WK 2026 kwalificatie       | Oezbekistan − Qatar | 3 − 0   |

## Samenvatting
| Competitie            | Totaal gespeeld | Winst Oezbekistan | Gelijk | Winst Qatar | Doelsaldo Oezbekistan – Qatar |
| --------------------- | --------------- | ----------------- | ------ | ----------- | ----------------------------- |
| WK-kwalificatie       | 10              | 7                 | 1      | 2           | 21 − 10                       |
| Azië Cup              | 3               | 1                 | 2      | 0           | 4 − 2                         |
| Azië Cup-kwalificatie | 2               | 1                 | 0      | 1           | 3 − 2                         |
| Vriendschappelijk     | 2               | 1                 | 0      | 1           | 2 − 3                         |
| Totaal                | 17              | 10                | 3      | 4           | 30 − 17                       |

UFF · A-internationals · Bondscoaches · Statistieken · Oezbeeks vrouwenelftal · Olympisch elftal · Oezbekistan U21 · Oezbekistan U20 · Oezbekistan U19 · Oezbekistan U18 · Oezbekistan U17
1990 – 1999 ·
2000 – 2009 ·
2010 – 2019 ·
2020 – 2029 ·
1994 · 
1995 · 
1996 · 
1997 · 
1998 · 
1999 · 
2000 · 
2001 · 
2002 · 
2003 · 
2004 · 
2005 · 
2006 · 
2007 · 
2008 · 
2009 · 
2010 · 
2011 · 
2012 · 
2013 · 
2014 ·
2015 ·
2016 ·
2017 ·
2018 ·
2019 ·
2020 ·
2021 ·
2022 ·
2023
Albanië ·
Armenië ·
Australië ·
Azerbeidzjan ·
Bahrein ·
Bangladesh ·
Bolivia ·
Bosnië en Herzegovina ·
Burkina Faso ·
Cambodja ·
Canada ·
China ·
Costa Rica ·
Estland ·
Filipijnen ·
Georgië ·
Hongkong ·
India ·
Indonesië ·
Irak ·
Iran ·
Israël ·
Japan ·
Jemen ·
Jordanië ·
Kameroen ·
Kazachstan ·
Kirgizië ·
Koeweit ·
Letland ·
Libanon ·
Malediven ·
Maleisië ·
Marokko ·
Mexico ·
Mongolië ·
Montenegro ·
Nieuw-Zeeland ·
Nigeria ·
Noord-Korea ·
Oeganda ·
Oekraïne ·
Oman ·
Palestina ·
Qatar ·
Rusland ·
Saoedi-Arabië ·
Senegal ·
Singapore ·
Slowakije ·
Sri Lanka ·
Syrië ·
Tadzjikistan ·
Taiwan ·
Thailand ·
Turkije ·
Turkmenistan ·
Uruguay ·
Venezuela ·
Verenigde Arabische Emiraten ·
Verenigde Staten ·
Vietnam ·
Wit-Rusland ·
Zuid-Korea ·
Zuid-Soedan ·
Zweden
QFA · A-internationals · Bondscoaches · Statistieken · Qatarees vrouwenelftal · Qatar U21 · Qatar U20 · Qatar U19 · Qatar U18 · Qatar U17
1970 – 1979 ·
1980 – 1989 ·
1990 – 1999 ·
2000 – 2009 ·
2010 – 2019 ·
2020 − 2029
OS 1984 · 
OS 1992
1970 · 
1971 · 
1972 · 
1973 · 
1974 · 
1975 · 
1976 · 
1977 · 
1978 · 
1979 · 
1980 · 
1981 · 
1982 · 
1983 · 
1984 · 
1985 · 
1986 · 
1987 · 
1988 · 
1989 · 
1990 · 
1991 · 
1992 · 
1993 · 
1994 · 
1995 · 
1996 · 
1997 · 
1998 · 
1999 · 
2000 · 
2001 · 
2002 · 
2003 · 
2004 · 
2005 · 
2006 · 
2007 · 
2008 · 
2009 · 
2010 · 
2011 · 
2012 · 
2013 · 
2014 ·
2015 ·
2016 ·
2017 ·
2018 ·
2019 ·
2020 ·
2021 ·
2022 ·
2023 ·
2024
Afghanistan ·
Albanië ·
Algerije ·
Andorra ·
Argentinië ·
Australië ·
Azerbeidzjan ·
Bahrein ·
Bangladesh ·
België ·
Bhutan ·
Bosnië en Herzegovina ·
Brazilië .
Bulgarije ·
Burkina Faso ·
Cambodja ·
Canada ·
Chili ·
China ·
Colombia ·
Congo-Kinshasa ·
Costa Rica ·
Curaçao ·
Ecuador ·
Egypte ·
El Salvador ·
Estland ·
Filipijnen ·
Finland ·
Georgië ·
Ghana ·
Grenada ·
Griekenland ·
Guatemala ·
Haïti ·
Honduras ·
Hongarije ·
Hongkong ·
Ierland ·
IJsland ·
India ·
Indonesië ·
Irak ·
Iran ·
Ivoorkust ·
Jamaica ·
Japan ·
Jemen ·
Jordanië ·
Kazachstan ·
Kenia ·
Kirgizië ·
Koeweit ·
Kroatië ·
Laos ·
Letland ·
Libanon ·
Libië ·
Liechtenstein ·
Luxemburg ·
Malediven ·
Maleisië ·
Mali ·
Malta ·
Marokko ·
Mauritius ·
Mexico ·
Moldavië ·
Myanmar ·
Nederland ·
Nieuw-Zeeland ·
Noord-Ierland ·
Noord-Korea ·
Noord-Macedonië ·
Noorwegen ·
Oezbekistan ·
Oman ·
Pakistan ·
Palestina ·
Panama ·
Paraguay ·
Peru ·
Portugal ·
Rusland ·
Saoedi-Arabië ·
Schotland ·
Senegal ·
Servië ·
Singapore ·
Slovenië ·
Soedan ·
Sri Lanka ·
Syrië ·
Tadzjikistan ·
Thailand ·
Tsjechië ·
Tunesië ·
Turkije · 
Turkmenistan ·
Verenigde Arabische Emiraten ·
Verenigde Staten ·
Vietnam ·
Wales ·
Zimbabwe ·
Zuid-Korea ·
Zweden ·
Zwitserland
Ecuador (2022) ·
Nederland (2022)